# Albert Solà Jiménez
Albert Solà i Jiménez, también conocido como «El monarca de la Bisbal», (Barcelona, 16 de agosto de 1956 - La Bisbal del Ampurdán, 8 de octubre de 2022) fue un camarero y escritor español, que afirmaba ser hijo del rey Juan Carlos I de España.

## Biografía
Hijo biológico de Anna María Bach Ramon perteneciente a la alta burguesía catalana, fue dado en adopción al nacer y adoptado por Salvador Solà y Antonia Jiménez.

### Paternidad
Interpuso varias demandas al rey para que fuera reconocida su paternidad, presentando pruebas de ADN. El Tribunal Supremo le denegó esta posibilidad en 2015. En 2018 recurrió al Tribunal Constitucional, quien tampoco aceptó su recurso. Se hizo pruebas genéticas con la ciudadana belga Ingrid Sartiau, que también afirmaba ser hija de Juan Carlos y el resultado confirmó, con una alta probabilidad, que ambos eran hermanos. Otra prueba de ADN practicada en 2017 por el CNI, los servicios secretos españoles, probó que tenía un 99,9% de coincidencia genética con el rey. En el año 2019 publicó la autobiografía El monarca de La Bisbal.

### Muerte
El 8 de octubre de 2022 murió de un paro cardíaco en un restaurante de La Bisbal del Ampurdán.  Aquel día, después de acabar la jornada laboral en el restaurante de Serra de Daró donde trabajaba de camarero, pasó por su casa antes de quedar con unos amigos en el Pa y Trago, un bar que frecuentaba en La Bisbal de l'Empordà.  En aquel establecimiento pidió una copa de vino y, antes de catarla, perdió el conocimiento de camino a la mesa donde estaban sus amigos. No obstante, el Juzgado de primera instancia e instrucción número 3 de La Bisbal de l'Empordà abrió diligencias para investigar la muerte.